# Ткачёв, Владимир Михайлович
Владимир Михайлович Ткачёв (15 июля 1955) — советский футболист, нападающий, полузащитник. российский тренер.
Всю карьеру провёл в командах первой лиги «Шинник» Ярославль (1974—1980, 1982—1984) и «Искра» Смоленск (1981—1982).
В 1990 году — тренер в команде ЯЗТА в турнире «Футбол России». В 2006—2007 годах — главный тренер дублирующей команды «Шинника». В декабре 2009 окончил ВШТ, получил лицензию «Б». С лета 2010 — главный тренер команды «Шинник-2»/«Шинник-М» в первенстве МФО «Золотое кольцо» (первенство ЛФК/III дивизион). 